# Felix Handschke
Felix Handschke (* 17. September 1990) ist ein deutscher Handballspieler.

## Karriere
Im Alter von zehn Jahren begann Handschke beim Neusser Handballverein mit dem Handballspielen. Im Jahre 2003 wechselte er dann in die C-Jugend des TSV Bayer Dormagen, wo er in der B-Jugend 2006 das Deutsche Meisterschaftsfinale erreichte, sich jedoch dem SC Magdeburg geschlagen geben musste. Im Sommer 2007 wechselte Handschke an die Ostseeküste und spielte für die in der Regionalliga spielende A-Jugend vom HC Empor Rostock. Handschke gab noch als Jugendspieler am 2. Mai 2009 sein Zweitliga-Debüt beim Gastspiel in Magdeburg. Per Doppelspielrecht spielte Handschke auch beim Doberaner SV in der Regionalliga Nord/Ost. Zur Saison 2010/11 wechselte Handschke zum TUSEM Essen in die 2. Bundesliga. 2012 stieg er mit dem TUSEM in die Bundesliga auf. Zur Saison 2013/14 ging Handschke zur SG OSC Löwen Duisburg. Im Januar 2015 wechselte er zum Neusser HV. Mit Neuss stieg er 2017 in die 2. Bundesliga auf. Seitdem treten die Männermannschaften von Neuss und der HSG Düsseldorf als HC Rhein Vikings an. Nach der Insolvenz der Rhein Vikings im Januar 2020 schloss sich Handschke dem Regionalligisten HG Remscheid an. Im Oktober 2024 wechselte er zum Drittligisten HSG Krefeld. Nach dem Aufstieg in die 2. Bundesliga verließ er im Jahr 2025 die HSG Krefeld.
Felix Handschke ist ledig und hat eine Ausbildung zum Versicherungskaufmann erfolgreich abgeschlossen (2010). Sein Vater Maik Handschke spielte ebenfalls erfolgreich Handball, davon mehrere Jahre in der deutschen Bundesliga.